# ヴィレッジ・ストンパーズ
ヴィレッジ・ストンパーズ（英語：The Village Stompers）は、1963年のヒット曲「ワシントン広場の夜はふけて（Washington Square）」で知られるアメリカのディキシーランド・ジャズのバンド。バンジョーを目立たせ、スキャットやハミング、ヴォカリーズを交えた独自の演奏スタイルで人気となり、当時流行であったフォークソングの要素も折衷されていることから、フォーク・ディキシーに分類されることもあった。

## キャリア
バンド名はニューヨーク州グリニッジ・ヴィレッジに由来する（「ワシントン広場」とは、19世紀に通用していたグリニッジ・ヴィレッジの旧称であった）。
1963年に、エピック・レーベルから発表したシングル「ワシントン広場の夜はふけて/ウィーンの夜はふけて（Washington Square / Turkish Delight）」は、9月に『ビルボード』誌のBillboard Hot 100で第2位にランクインした。さらに10月には、豪州のヒット・チャートの第1位に輝いた。このシングルのB面は当時発売されたLPには収録されず、その原曲はモーツァルトの「トルコ行進曲」であった。日本では1964年にダニー飯田とパラダイスキングがレパートリーにしている。
1964年4月には、シングル「ロシアより愛をこめて（From Russia With Love / The Bridge Of Budapest in April）」によりビルボードの第81位に、同年12月には「屋根の上のヴァイオリン弾き（Fiddler On The Roof / Moonlight On The Ganges）」によってビルボードの第97位に、ぎりぎりチャートインしたがその後、シングルはビルボード誌上でチャート・インしなかった。
その他の楽曲としては「グリーングリーン」、「モスクワの夜はふけて」などがある。

## ディスコグラフィ

### アルバム
- 『ワシントン広場の夜はふけて』 - Washington Square (1963年)
- More Sounds of Washington Square (1964年)
- Around the World with the Village Stompers (1964年)
- Some Folk, a Bit of Country and a Whole Lot of Dixie (1965年)
- New Beat on Broadway (1965年)
- 『蜜の味』 - Taste of Honey and Other Goodies (1966年)
- Live at the Copa (1967年)
- One More Time (1967年)
- Greatest Hits (1967年)